# 新阳县 (清朝)
新阳县是清代江苏省苏州府所辖的一个县。
雍正二年（1724年），由于苏州府昆山县人口、赋税繁多，分出其东部设立新阳县，两县同城而治，同属于苏州府管辖。1912年（民国元年）撤废新阳县，并入昆山县。